# 警觉小角蛛
警觉小角蛛（学名：Cornicularia vigilax）为皿蛛科小角蛛属的动物。分布于欧洲、俄罗斯以及中国大陆的新疆等地，多栖息于草丛。